# Fordyce (Nebraska)
Fordyce – wieś w Stanach Zjednoczonych, w stanie Nebraska, w hrabstwie Cedar.